# Trud Zemledeltsa
Trud Zemledeltsa (en rus: Труд Земледельца) és un poble (un khútor) del krai de Stàvropol, a Rússia, que en el cens del 2010 tenia 130 habitants. Pertany al districte rural de Kurskaia.